# تنهالن (المهرة)

تعديل مصدري - تعديل

تنهالن هي إحدى قرى عزلة الفيدمي بمديرية الغيظة التابعة لمحافظة المهرة، بلغ تعداد سكانها 74 نسمة حسب تعداد اليمن لعام 2004.